# Sardigliano
Sardigliano – miejscowość i gmina we Włoszech, w regionie Piemont, w prowincji Alessandria.
Według danych na styczeń 2010 gminę zamieszkiwało 451 osób przy gęstości zaludnienia 35,7 os./1 km².